# Ross & Iba
Ross & Iba is een Nederlands reggae-duo, bestaande uit Rossano 'Dr. Rosss' Toney en Jeroen 'Ibamannn' Buis.
Het duo maakte eerder deel uit van de Haagse coverband Super and the Allstars. Met het nummer Boom Boom hadden ze een nummer-1 hit in Suriname en bovendien wisten ze in deze samenstelling in 1991 de Grote Prijs van Nederland te winnen.
Ross & Iba verlieten Super and the Allstars in 1993. Begin 1996 tekenden Ross & Iba bij het toen nieuwe Haagse label VMP. Bij VMP kwam het nummer "Wassenaar" uit waarmee het duo hun enige hit in Nederland scoorde. Het nummer gaat over Wassenaar en stond 12 weken in de Top 40 met een nummer-2 positie als hoogste notering waarmee "Wassenaar" het eerste Nederlandstalige hiphopnummer werd dat de top 3 van alle Nederlandse hitlijsten wist te bereiken. Na onenigheid met VMP over de opvolger, "Nummer één", besloten Ross & Iba VMP de rug toe te keren. In 1997 gaven ze optredens in Suriname en de Nederlandse Antillen. Daarna werd het rustig rond Ross & Iba, alhoewel ze nooit uit elkaar zijn gegaan. In 2015 waren zij te horen op het nummer Rinkel 't alarm Remix op het album X van Extince.

## Discografie

### Singles
| Single met eventuele hitnotering(en) in de Nederlandse Top 40 | Datum van verschijnen | Datum van binnenkomst | Hoogste positie | Aantal weken | Opmerkingen        |
| ------------------------------------------------------------- | --------------------- | --------------------- | --------------- | ------------ | ------------------ |
| Nummer 1                                                      | 1996                  | -                     | -               | -            |                    |
| Wassenaar                                                     | 1996                  | 13-04-1996            | 2               | 12           |                    |
| Je Weet Wel                                                   | 1997                  | -                     | tip             | -            |                    |
| Ding Ding Ding                                                | 2001                  | -                     | -               | -            | feat. Yakki Famiri |